# Gahnia australis
Gahnia australis là loài thực vật có hoa trong họ Cói. Loài này được (Nees) K.L.Wilson mô tả khoa học đầu tiên năm 1980.